# Атомний остов

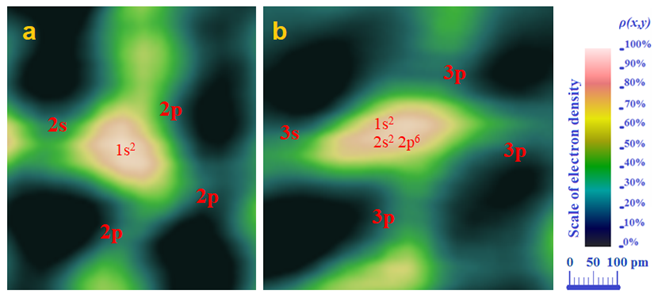
Пікоскопічні зображення атомних остовів елементів 4А групи отриманих шляхом денситометрії електронної хмарки: а) атом вуглецю в аморфному стані з рожевим атомним остовом у формі атома гелію [He] та чотирма зеленими зовнішніми валентними електронами 2s 2p³; b) атом кремнію в аморфному стані з рожевим атомним остовом у формі атома неону [Ne] та чотирма зеленими зовнішніми валентними електронами 3s 3p³.

А́томний о́стов — атом без валентних електронів. Всі електрони в атомному остові є внутрішніми і знаходяться на замкнених електронних оболонках. Дане поняття широко застосовується в хімії, оскільки хімічні властивості визначаються майже виключно взаємодією між валентними електронами та остовами атомів, тож властивостями внутрішніх електронів часто можна знехтувати.
Зокрема, в напівемпіричних квантовохімічних методах (наприклад, MNDO, AM1, PM3, INDO тощо) властивості атомного остову описуються однією математичною функцією замість окремих функцій для ядра та всіх внутрішніх електронів.

## Історія
Для гелію, аргону та їх аналогів слід визнати понад звичайні групи — хімічно діючіх елементів — нульову групу інертних — у хімічному сенсі — елементів. Тепер вони стали всім доступними газами, без хімічних властивостей притягуватися один до одного, чи до інших атомів, коли відстані малі, але все ж таки володіють вагомістю, тобто підкоряються законам того механічного тяжіння на відстанях , яке позбавлене слідів специфічно хімічного тяжіння. — Менделєєв Д. І «Спроба хімічного розуміння світового ефіру» (1905)